# Apoutchou National
Apoutchou National, de son vrai nom Stéphane Agbré, est un influenceur et chanteur ivoirien, né le 24 décembre 1990 à Man. Il est le fils de l’actrice et comédienne Bleu Brigitte.  En plus de son parcours d'influenceur web, il se lance dans la musique, collaborant notamment avec Sidiki Diabaté et Tiken Jah Facoly. En 2024, il est nommé ambassadeur du Comité d'Organisation de la Coupe d'Afrique des Nations (COCAN).

## Biographie
Stéphane Agbré, alias Apoutchou National, est né en Côte d'Ivoire en décembre 1990. Il adopte ce nom que lui attribuaient les internautes lors de ses intervensions sur les réseaux sociaux. En Afrique, le terme «Apoutchou» est couramment utilisé pour désigner une personne de forte corpulence. 
Il est le fils de l'actrice ivoirienne Bleu Brigitte. Avant de se lancer sur les réseaux sociaux, il a exercé en tant que bodyguard pendant trois années et cariste. Entre 2014 et 2017, il a assuré la sécurité du footballeur ivoirien Max Gradel. Il a également suivi une formation en France pour se perfectionner dans ce métier avant de se réorienter vers la communication de masse et le blogging. Après plus de trois ans en France, il retourne en Côte d'Ivoire,.

## Carrière

### Réseaux sociaux
Il s'est fait connaître grâce à son franc-parler et ses interventions sur les réseaux sociaux, où il aborde des sujets liés aux célébrités ivoiriennes et à l'actualité du showbiz. Sa notoriété s'accroit à la suite du décès de l'artiste DJ Arafat. En 2023, il organise les Oscars des blogueurs africains, une initiative visant à valoriser le métier de blogueur et à attirer des sponsors dans ce secteur. Il est considéré comme l'un des cyber-activistes les plus influents de la Côte d'Ivoire en 2020.

### Transition vers la musique
En 2021, Apoutchou National élargi son champ d'activités en se lançant dans la musique. Son premier single, intitulé La vie, sort le 25 septembre 2021, une chanson de style zouglou. Apoutchou s'autoproclame par la suite "artiste".  
Son premier album solo, intitulé Lumière, contient 12 chansons et est bien accueilli par le public ivoirien. Le samedi 6 janvier 2024, il donne son concert inaugural à la salle Anoumabo du Palais de la Culture Bernard Binlin Dadier à guichets fermés devant des milliers de personnes venues assister à l'un des événements artistiques considéré comme le plus attendus de l'année. Il a depuis collaboré avec plusieurs artistes africains, dont Tiken Jah, Vegedream, VDA, Mani Bella, Ks Bloom, Sidiki Diabaté, Innoss B. 
Apoutchou National tourne le clip de sa collaboration avec Innoss’B à Kinshasa. Le coût total du clip s'élève à 20 000 dollars. Le projet a atteint 700 000 vues sur YouTube. 

## Engagement social
Apoutchou National a créé la "AP Foundation", une fondation visant à aider les jeunes en situation de précarité en Côte d'Ivoire.
Le 23 janvier 2024, il est nommé ambassadeur du Comité d'Organisation de la Coupe d'Afrique des Nations (COCAN), rejoignant d'autres personnalités telles que le footballeur Yaya Touré.

## Controverses
Sa collaboration avec Innoss'B a suscité des réactions mitigées, certains fans estimant que le choix de cet artiste congolais pour un featuring n'était pas pertinent. 
Il a également fait couler de l'encre en février 2024, lorsqu'il a critiqué l'absence de certains influenceurs, dont lui-même, à la cérémonie de décoration d'après la CAN 2023, ce qui l'amène par la suite à présenter des excuses publiques à ceux qui ont été blessés par ses propos.

## Vie personnelle
Le mardi 20 juin 2023, Apoutchou National reçoit le sacrement du baptême par le pasteur Mohamed Sanogo,. 

## Discographie

### Single
- 2021: La vie
- 2023: Mets ton doigt[20]

### Album
- 2023 : Lumière

1. Bénis moi
2. Travail
3. Enfants de la rue
4. Papa arrive
5. Il doute de ma Foi
6. Côte d'Ivoire - Cameroun
7. Mon bara
8. Je n'ai pas forcé
9. Maman
10. Il faut y croire
11. Les monuments de Paris
12. Roi 12 12

## Distinctions
2024: Ambassadeur du COCAN